# Vica Pota

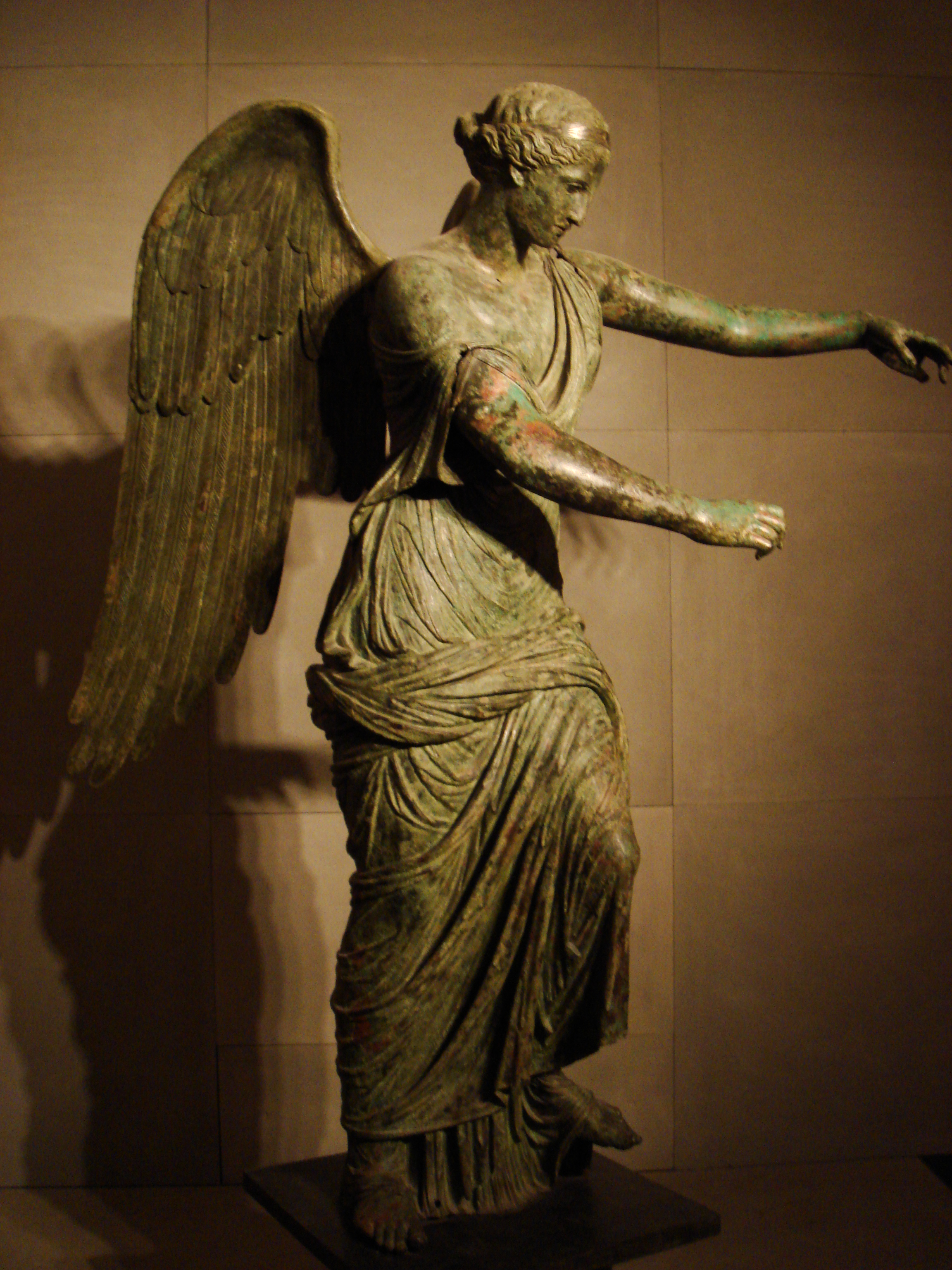
Victoria alada de Brescia, cuya diosa anterior Vica Pota se identificó con la personificacción de la Victoria.

Vica Pota, en la antigua religión romana, era una diosa romana que simbolizaba la victoria y la conquista (del latín Vincere - Potiri).

## Descripción
Vica Pota tenía su santuario (aedes) a los pies de la colina Velia, en el emplazamiento de la domus de Publio Valerio Publícola. Esta ubicación situaría el templo en el mismo lado de la Velia que el Foro Romano y quizá no muy lejos de la Regia. Cicerón explica su nombre como derivado de vincendi atque potiundi, "conquistar y ganar el dominio".
En la Apocolocyntosis divi Claudii (o "Calabacificación del divino Claudio"), Vica Pota es la madre de Diespiter; que aunque normalmente se identifica con Júpiter, se trata aquí como una deidad separada, y en opinión de Arthur Bernard Cook quizás debería considerarse como el Dis Pater ctónico. La fiesta de Vica Pota se celebraba el 5 de enero.
Asconio la identifica con Victoria, pero probablemente se trate de una forma romana o itálica anterior de diosa de la victoria, que precedió a Victoria y a la influencia de la Nike griega. Por tanto, Vica Pota era el equivalente más antiguo de Victoria, pero probablemente no una personificación de la victoria como tal. En una conjetura no muy aceptada, Ludwig Preller pensaba que Vica Pota podría identificarse con la figura divina etrusca Lasa Vecu.